# Gontim

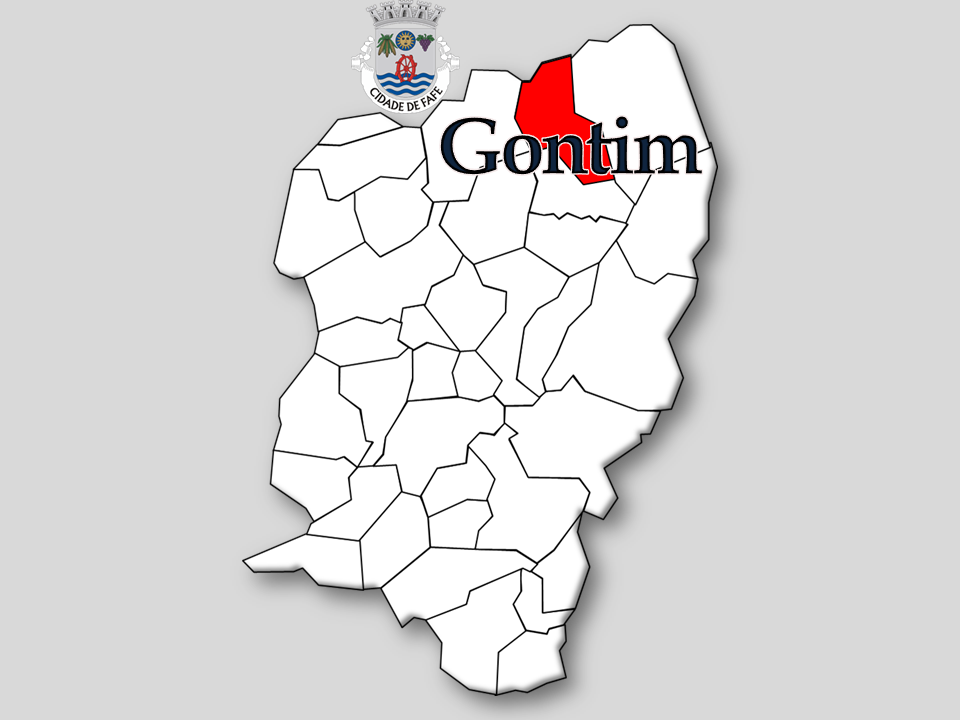
Localização da Freguesia de Gontim no Município de Fafe

Gontim é uma localidade portuguesa do Município de Fafe que foi sede da extinta Freguesia de Gontim, freguesia que tinha 3,26 km² de área e 89 habitantes (2011), e, por isso, uma densidade populacional de 27,3 hab/km².
A Freguesia de Gontim foi extinta em 2013, no âmbito de uma reforma administrativa nacional, para, em conjunto com as Freguesias de Aboim, Felgueiras e Pedraído, formar uma nova freguesia denominada União de Freguesias de Aboim, Felgueiras, Gontim e Pedraído com sede na Avenida da Igreja em Aboim.
É onde se encontra o Alto de Morgaír, o ponto mais alto do Município de Fafe, com 895,95 m de altitude.

## População
| População da freguesia de Gontim (1864 – 2011) | População da freguesia de Gontim (1864 – 2011) | População da freguesia de Gontim (1864 – 2011) | População da freguesia de Gontim (1864 – 2011) | População da freguesia de Gontim (1864 – 2011) | População da freguesia de Gontim (1864 – 2011) | População da freguesia de Gontim (1864 – 2011) | População da freguesia de Gontim (1864 – 2011) | População da freguesia de Gontim (1864 – 2011) | População da freguesia de Gontim (1864 – 2011) | População da freguesia de Gontim (1864 – 2011) | População da freguesia de Gontim (1864 – 2011) | População da freguesia de Gontim (1864 – 2011) | População da freguesia de Gontim (1864 – 2011) | População da freguesia de Gontim (1864 – 2011) |
| ---------------------------------------------- | ---------------------------------------------- | ---------------------------------------------- | ---------------------------------------------- | ---------------------------------------------- | ---------------------------------------------- | ---------------------------------------------- | ---------------------------------------------- | ---------------------------------------------- | ---------------------------------------------- | ---------------------------------------------- | ---------------------------------------------- | ---------------------------------------------- | ---------------------------------------------- | ---------------------------------------------- |
| 1864                                           | 1878                                           | 1890                                           | 1900                                           | 1911                                           | 1920                                           | 1930                                           | 1940                                           | 1950                                           | 1960                                           | 1970                                           | 1981                                           | 1991                                           | 2001                                           | 2011                                           |
| 228                                            | 243                                            | 207                                            | 209                                            | 211                                            | 215                                            | 262                                            | 236                                            | 256                                            | 224                                            | 220                                            | 187                                            | 188                                            | 127                                            | 89                                             |